# Жозеф Бабински
Жозеф Жул Франсоа Феликс Бабински (на френски: Joseph Jules François Félix Babinski; на полски: Józef Julian Franciszek Feliks Babiński) е френски невролог-патолог от полски произход.

## Биография
Роден е в Париж в семейството на полския военен офицер Александер Бабински (1824 – 1889) и съпругата му Хенриета Верен Бабинска (1819 – 1897). Завършва медицина в Парижкия университет през 1884 г. Започва работа при проф. Шарко в парижката болница Салпетриера и се превръща в негов любим ученик.

## Научна дейност
Известен е предимно с изследванията си върху нервната система. Доказва изкуствения характер на разстройствата, наблюдавани при хистерията, наречена „конверсионна хистерия“, която нарича питиятизъм, и чието лечение се основава на убеждаването.